# الند (زاکسونی-آنهالت)
الند (زاکسونی-آنهالت) (به آلمانی: Elend) یک منطقهٔ مسکونی در آلمان است که در اوبرهارز آم بروکن واقع شده‌است. الند ۴۰۹ نفر جمعیت دارد.